# Aleksandra Koszada
Aleksandra Koszada z domu Szafran (ur. 14 września 1949 w Kutnie) – polska polityk, doktor nauk technicznych, senator V kadencji.
Studiowała na Wydziale Fizyki Uniwersytetu Łódzkiego. W 1973 podjęła pracę w Zakładach Podzespołów Radiowych „Miflex” w Kutnie jako technolog i pracowała tam (później w zakładach pod nazwą „Miflex” S.A.) do 2001, dochodząc do stanowiska zastępcy kierownika wydziału produkcyjnego.
W 1978 wstąpiła do PZPR, w 1990 była w gronie członków założycieli SdRP (zasiadała w radzie naczelnej), w 1999 została członkinią Sojuszu Lewicy Demokratycznej, była m.in. członkinią rady krajowej i przewodniczącą rady miejskiej SLD w Kutnie. W latach 1990–2001 zasiadała w radzie miasta Kutna, m.in. pełniąc funkcję jej przewodniczącej. Działa także w Kutnowskim Komitecie Obrony Bezrobotnych i stowarzyszeniu „Ruch Społeczny Radość Macierzyństwa”.
W latach 2001–2005 z ramienia SLD była senatorem z okręgu sieradzkiego. Brała udział w pracach Komisji Samorządu Terytorialnego i Administracji Publicznej (była jej wiceprzewodniczącą) oraz Komisji Ustawodawstwa i Praworządności. Pełniła także funkcję wiceprzewodniczącej Klubu Senackiego SLD-UP „Lewica Razem”. W 2005 i 2007 bez powodzenia kandydowała w wyborach parlamentarnych (odpowiednio do Senatu i do Sejmu).
W 2006 i w 2010 ponownie uzyskiwała mandat radnej Kutna. W 2014 odeszła z SLD i bez powodzenia ubiegała się o reelekcję z ramienia komitetu Pokolenia Samorządowe.

## Życie prywatne
Zamężna (mąż Karol, lekarz anestezjolog, magister pedagogiki), ma dwoje dzieci (córkę Małgorzatę oraz syna Grzegorza).